# Gare de Nantiat
Gare de Nantiat vasútállomás Franciaországban, Nantiat településen.

## Vasútvonalak
Az állomást az alábbi vasútvonalak érintik:
- Dorat-Limoges-Bénédictins-vasútvonal

## Kapcsolódó állomások
A vasútállomáshoz az alábbi állomások vannak a legközelebb:
- Gare de Bellac
- Gare de Peyrilhac - Saint-Jouvent